# 1975 год в театре
1975 год в театре

## События

### Премьеры
- 20 февраля — в московском Большом театре состоялась премьера балета Юрия Григоровича «Иван Грозный» на музыку Сергея Прокофьева к одноимённому кинофильму Сергея Эйзенштейна в редакции Михаила Чулаки[1].

- 15 мая — премьерой одноактного балета Джорджа Баланчина «Сонатина» на сцене Нью-Йоркского театра[англ.] в Линкольн-центре Нью-Йорк Сити балет открыл Фестиваль Мориса Равеля, приуроченный к  100-летнему юбилею со дня рождения композитора. Всего Баланчиным, Джеромом Роббинсом, Джоном Тарасом и Жаком д'Амбуазом[англ.] было представлено 16 новых балетов на музыку композитора.
- 3 июня — в Нью-Йорке, в Театре на 46-й улице, состоялась премьера мюзикла «Чикаго».
- 27 ноября — в Санкт-Петербурге в Большом драматическом театре им. Товстоногова состоялась премьера спектакля Марка Розовского «История лошади» по повести Льва Толстого «Холстомер», стихи Юрия Ряшенцева.
- 17 июля — в Нью-Йорке, в труппе Американского театра балета состоялась премьера балета Энтони Тюдора на музыку Антонина Дворжака «Увядающие листья».

## Деятели театра

### Родились
- 22 февраля, Москва — Ольга Будина, актриса театра и кино.
- 1 мая, Москва — Денис Зайцев, актёр театра и кино.
- 1 октября, Казань — Чулпан Хаматова, актриса театра и кино.
- 15 октября, Мытищи — Павел Майков, актёр театра и кино.
- 2 ноября, Москва — Елена Захарова, актриса театра и кино.
- 11 декабря, Пермь — Айсылу Хасанова, оперная певица, солистка Пермского театра оперы и балета.

### Скончались
- 26 января, Москва — Любовь Орлова, актриса театра и кино, народная артистка СССР (1950), лауреат двух Сталинских премий (1941, 1950).
- 8 февраля, Москва — Николай Тарасов, артист балета и педагог, солист Большого театра, автор трудов по методике балета, лауреат Госпремии СССР.
- 6 марта, Ленинград — Ефим Копелян, актёр театра и кино, народный артист СССР.
- 31 марта, Москва — Ольга Андровская, актриса и педагог, народная артистка СССР (1948), лауреат Сталинской премии (1952) и Государственной премии РСФСР им. К. С. Станиславского (1974).
- 16 апреля — Эйно Салмелайнен, финский режиссёр, театральный деятель.
- 5 июня, Киёв — Павел Вирский, артист балета и хореограф, основатель Ансамбля народного танца Украины (1937), народный артист СССР, лауреат Сталинской и Государственной премий.
- 17 июля, Москва — Борис Бабочкин, актёр театра и кино, режиссёр, народный артист СССР.
- 5 августа, Москва — Александр Комиссаров, актёр, народный артист РСФСР (1948).
- 19 ноября, Москва — Виктор Авдюшко, актёр театра и кино, народный артист РСФСР.